# Chorvatská Wikipedie
Chorvatská Wikipedie je jazyková verze Wikipedie v chorvatštině. Byla založena 16. února 2003. V lednu 2022 obsahovala přes 210 000 článků a pracovalo pro ni 14 správců. Registrováno bylo přes 266 000 uživatelů, z nichž bylo asi 570 aktivních. V počtu článků byla 47. největší Wikipedie.
V roce 2012 provedli 71,6 % editací chorvatské Wikipedie uživatelé z Chorvatska, 13,5 % z Bosny a Hercegoviny a 4,3 % ze Srbska.

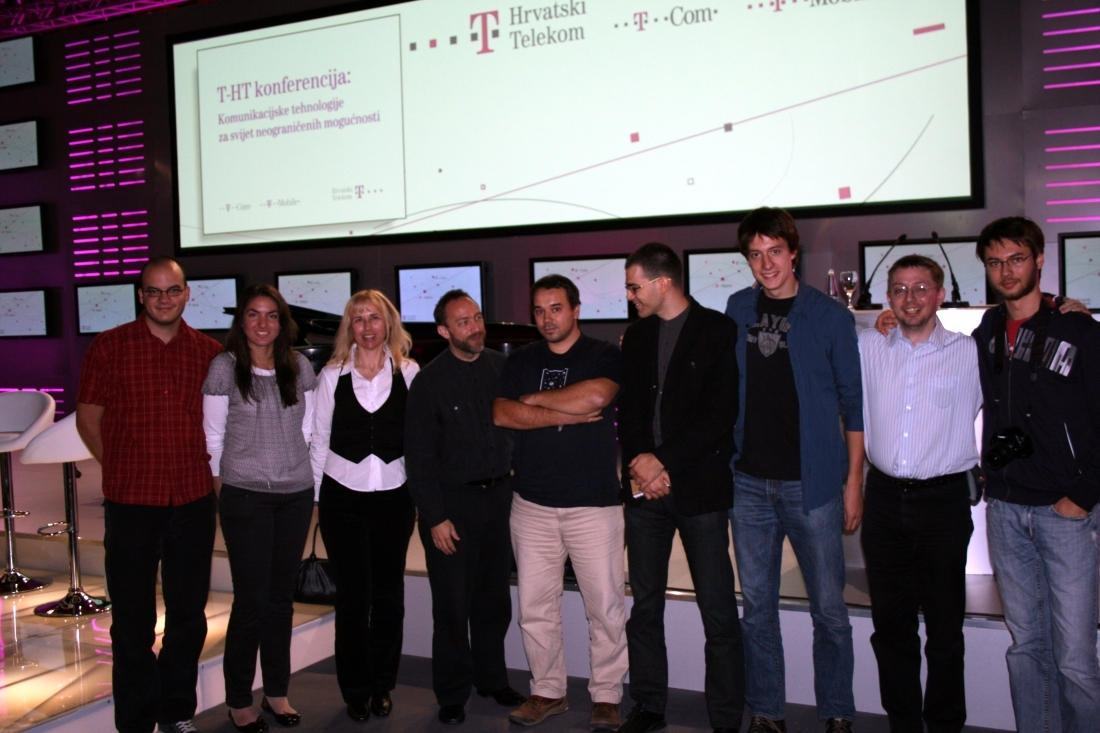
Jimmy Wales s chorvatskými wikipedisty 1.10.2008 v Záhřebu